# Wolność wiodąca lud na barykady
Wolność wiodąca lud na barykady (fr. La Liberté guidant le peuple) – obraz francuskiego malarza, Eugène’a Delacroix upamiętniający wydarzenia rewolucji lipcowej wymierzonej przeciwko panowaniu króla Francji, Karola X. Wolność została przedstawiona jako kobieta trzymająca w jednej ręce trójkolorową flagę, a w drugiej karabin z bagnetem.
Na początku lat 90. XX wieku obraz Wolność wiodąca lud na barykady został umieszczony na banknocie stufrankowym. Widnieje także na okładce płyty Viva la Vida or Death and All His Friends, zespołu Coldplay. Jest jednym z najbardziej znanych obrazów Delacroix.

## Historia obrazu
Delacroix skończył malować obraz jesienią 1830. Po raz pierwszy został wystawiony na paryskich salonach w 1831. Delacroix odrzucił normy akademizmu na rzecz malarstwa romantycznego.
Postać wolności jest personifikacją Marianny, jednego z symboli narodu francuskiego, alegorią wolności oraz rozumnego myślenia. Marianna nosi na głowie czapkę frygijską, będącą symbolem rewolucji francuskiej z 1789.
Rewolucjoniści umieszczeni na obrazie wywodzą się różnych klas społecznych. W cylindrze – przedstawiciel klasy średniej, chłopiec trzymający w rękach pistolety – reprezentuje klasę pracującą. Postać chłopca prawdopodobnie zainspirowała Victora Hugo do stworzenia postaci Gawrosza, jednego z bohaterów powieści Nędznicy. Osoby namalowane przez Delacroix charakteryzuje determinacja oraz zaangażowanie, które towarzyszyły rewolucjonistom podczas lipcowych walk.

## Wykorzystanie
W 1831, rząd francuski kupił obraz za 3 tysiące franków. Dzieło Delacroix miało ozdobić Pałac Luksemburski, w którym mieszkał nowy król Francji, nazywany „królem obywatelem”, Ludwik Filip I. Dzieło nie zostało umieszczone w pałacu. Obraz odesłano ciotce Delacroix na przechowanie. Od 1848 obraz był w stałej ekspozycji paryskiego salonu, a w 1874 został oddany muzeum w Luwrze. Od 2012 wystawiany był w zamiejscowym oddziale muzeum w Lens. 8 lutego 2013 obraz uszkodziła 28-letnia kobieta jednak udało się dzieło przywrócić do poprzedniego stanu.